# Popular Monster
Popular Monster è il quinto album in studio del gruppo statunitense Falling in Reverse, pubblicato nel 2024.
È l'ultimo album con il chitarrista e fondatore Derek Jones, che ha suonato nella title track prima della sua morte nel 2020. L'album contiene featuring quali Tech N9ne, Alex Terrible (cantante degli Slaughter to Prevail) e Jelly Roll.

## Stile musicale
L'album, registrato in sei anni, denota un cambio di stile da parte del frontman Ronnie Radke. I singoli pubblicati nel corso degli anni sono caratterizzati da maggiori influenze hip hop, mantenendo comunque i breakdown tipici del metalcore. Si distinguono comunque brani molto aggressivi e duri, come Ronald e Zombified. Nella traccia All My Life il gruppo si muove su sonorità più country pop.

## Tracce
1. Prequel
2. Popular Monster
3. All My Life (feat. Jelly Roll)
4. Ronald (feat. Tech N9ne, Alex Terrible)
5. Voices in My Head
6. Bad Guy (feat. Saraya Bevis)
7. Watch the World Burn
8. Trigger Warning
9. Zombified
10. No Fear
11. Last Resort (Reimagined) – (cover dei Papa Roach)